# سوپردلار

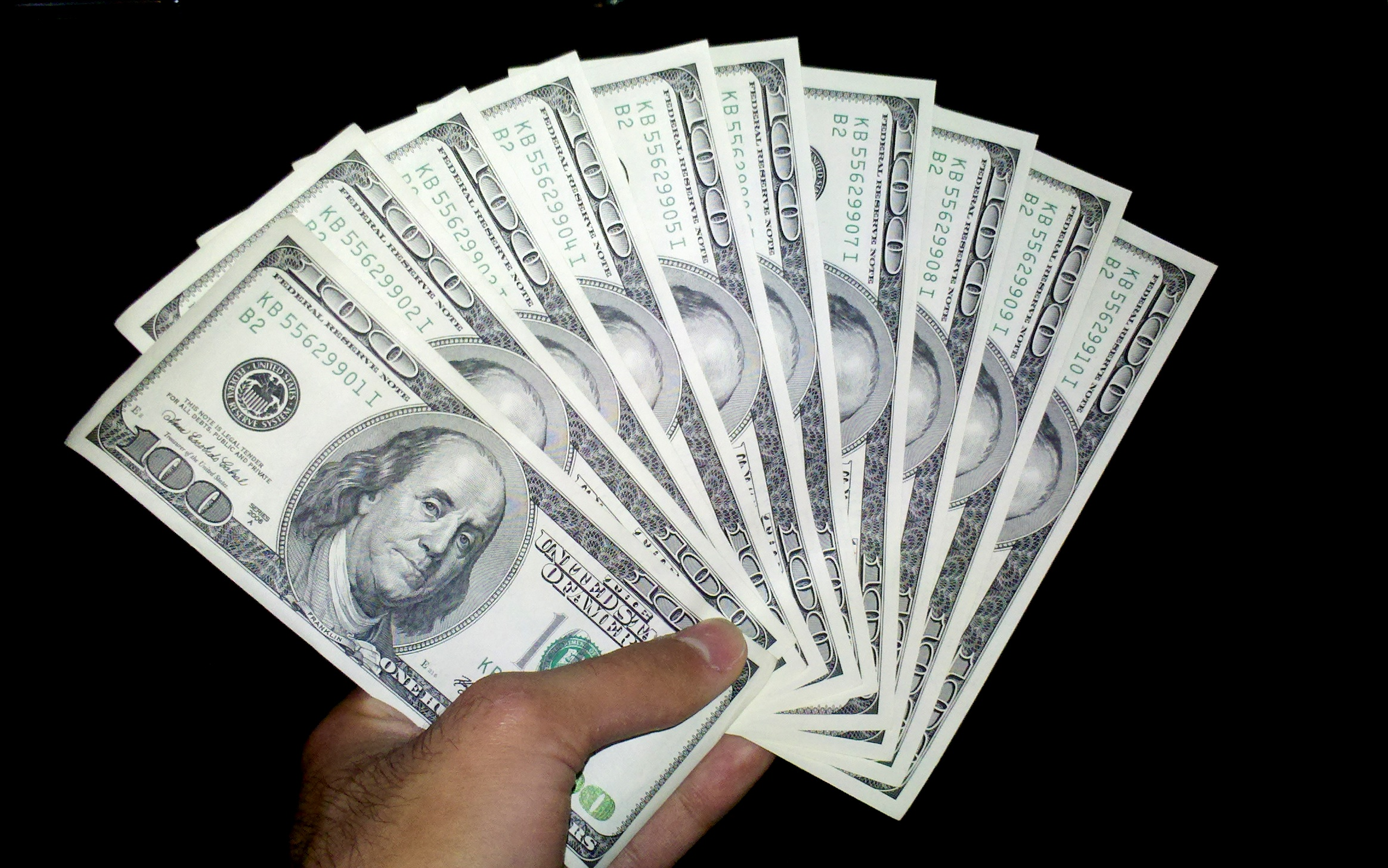
سوپر دلار یا پول تقلبی

سوپردلار (انگلیسی: Superdollar) نوعی پول تقلبی از دلار آمریکا است، که شامل اسکناس‌های صد دلاری آمریکا می‌باشد و با کیفیت بسیار به‌چاپ رسیده است. دولت فدرال ایالات متحده آمریکا بر این باور است، که سوپردلارها توسط سازمان‌های ناشناخته یا یک دولت، از اواخر دهه ۱۹۸۰ میلادی تا ژوئیه ۲۰۰۰ تولید و بچاپ رسیده است.